# Consort (Alberta)
Consort è un villaggio del Canada, situato nella provincia dell'Alberta, nella divisione No. 4.